# Klein Amsterdam
Klein Amsterdam is een buurtschap in de gemeente Voorst, provincie Gelderland. Het ligt in het zuiden van de gemeente tussen Klarenbeek en Zutphen.
Behalve enkele verspreide woningen en boerderijen bevinden zich in Klein Amsterdam twee kleine winkels en een veevoederfabriek. 

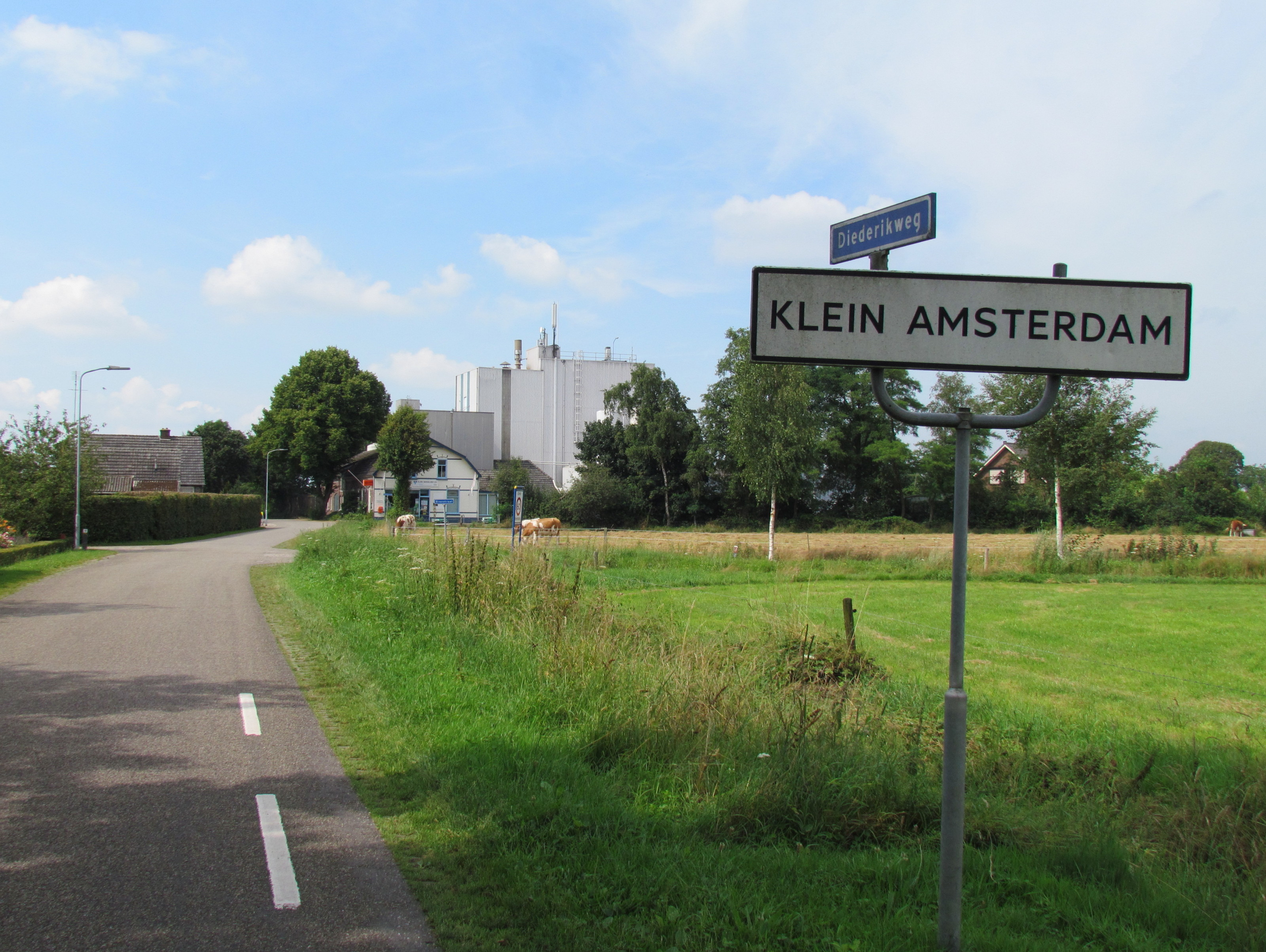
Entree van Klein Amsterdam. Op de achtergrond de voedermolen.

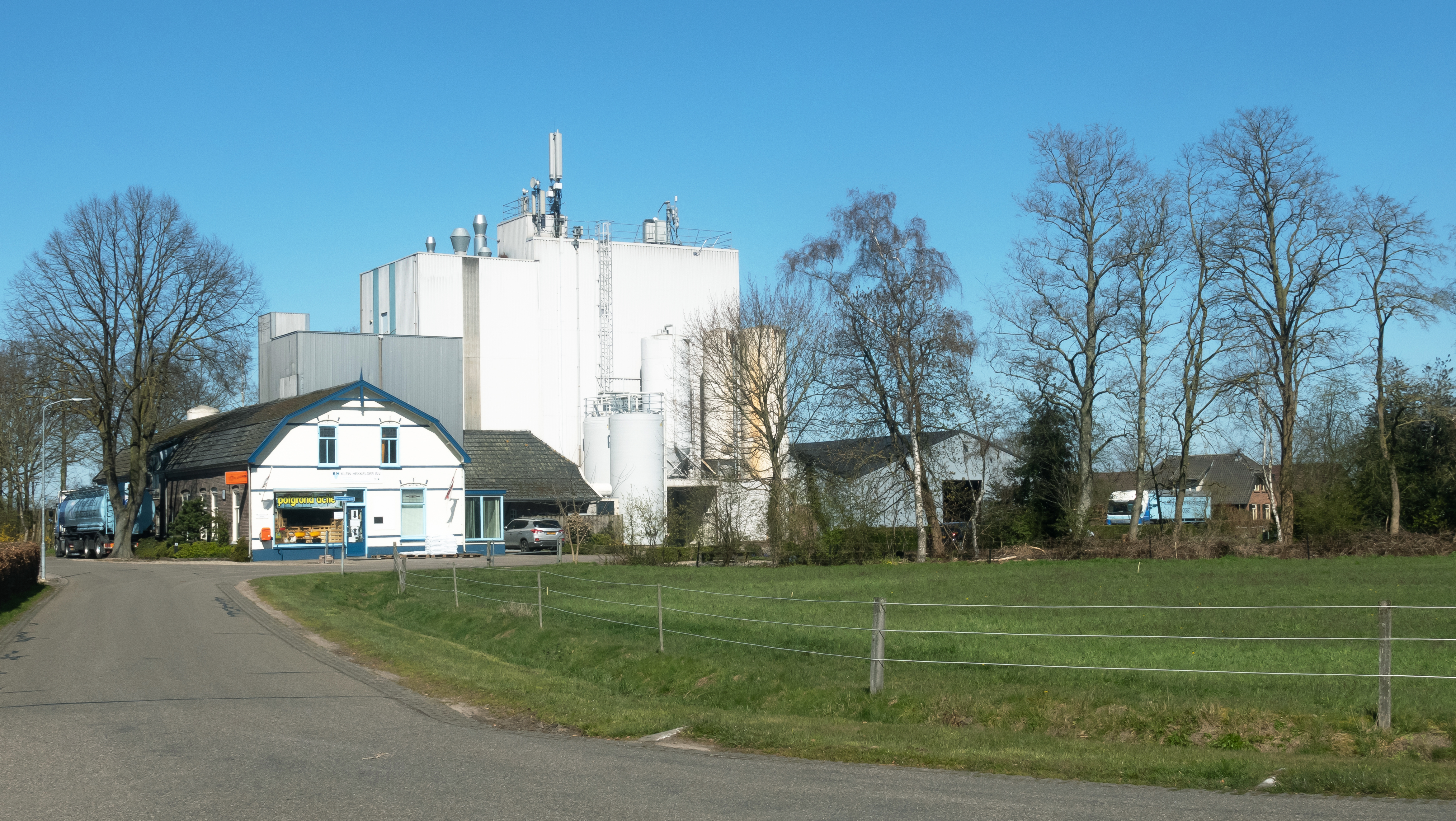
Klein Amsterdam, veevoederfabriek in straatzicht

Hoofdplaats: Twello      Dorpen: Bussloo · Klarenbeek (deels) · Nijbroek · Terwolde · Teuge · Voorst · Wilp · Wilp-Achterhoek

Buurtschappen: Appen · Duistervoorde · Gietelo · De Kar · Klein Amsterdam · Noord-Empe · Posterenk · Spekhoek · Steenenkamer · De Vecht · De Wijk

Gelderland: Steden en dorpen in Gelderland      Nederland: Provincies · Gemeenten